# Viðarlundin í Kerjum

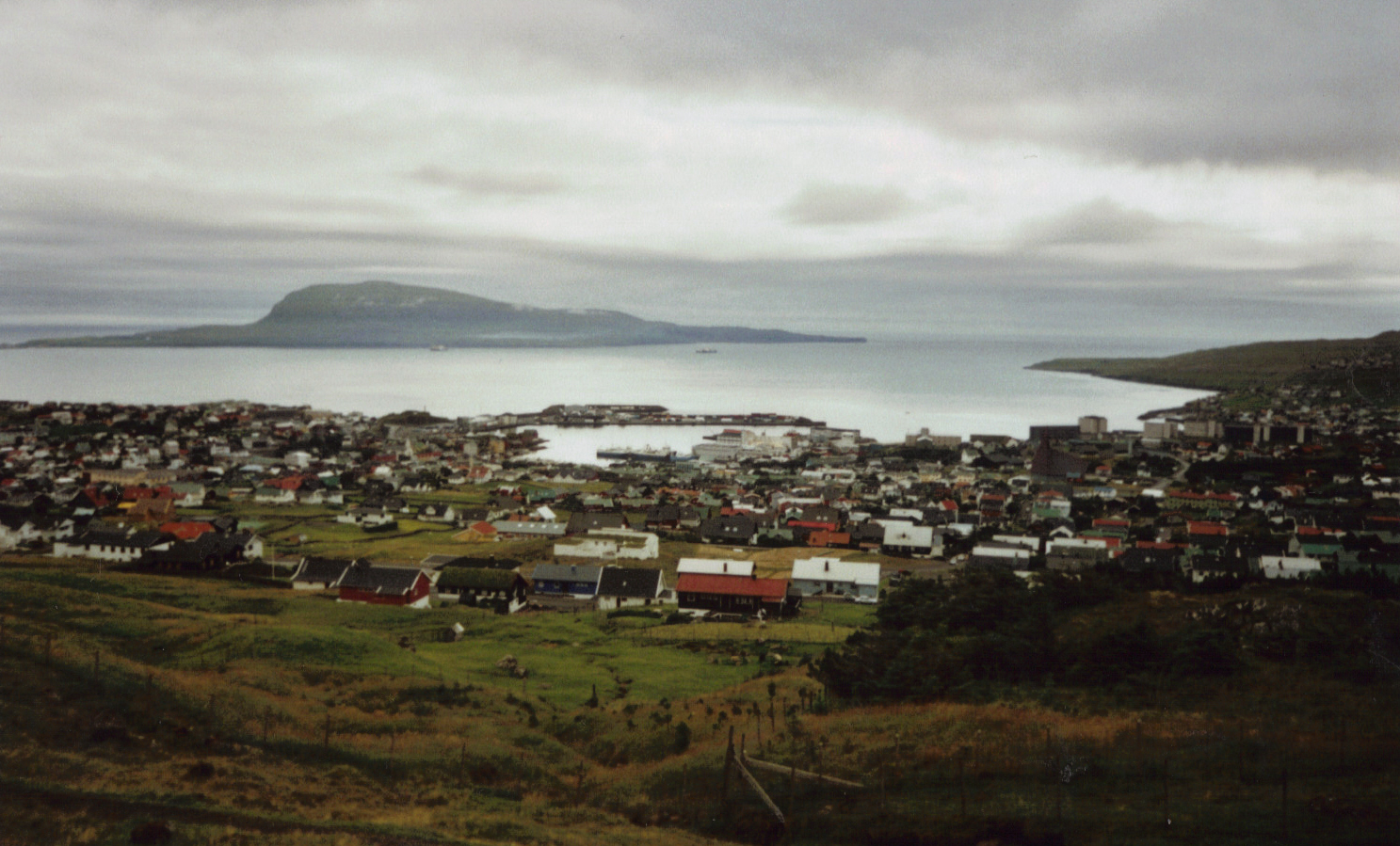
Blick über den östlichen Teil des Waldes zur Insel Nólsoy

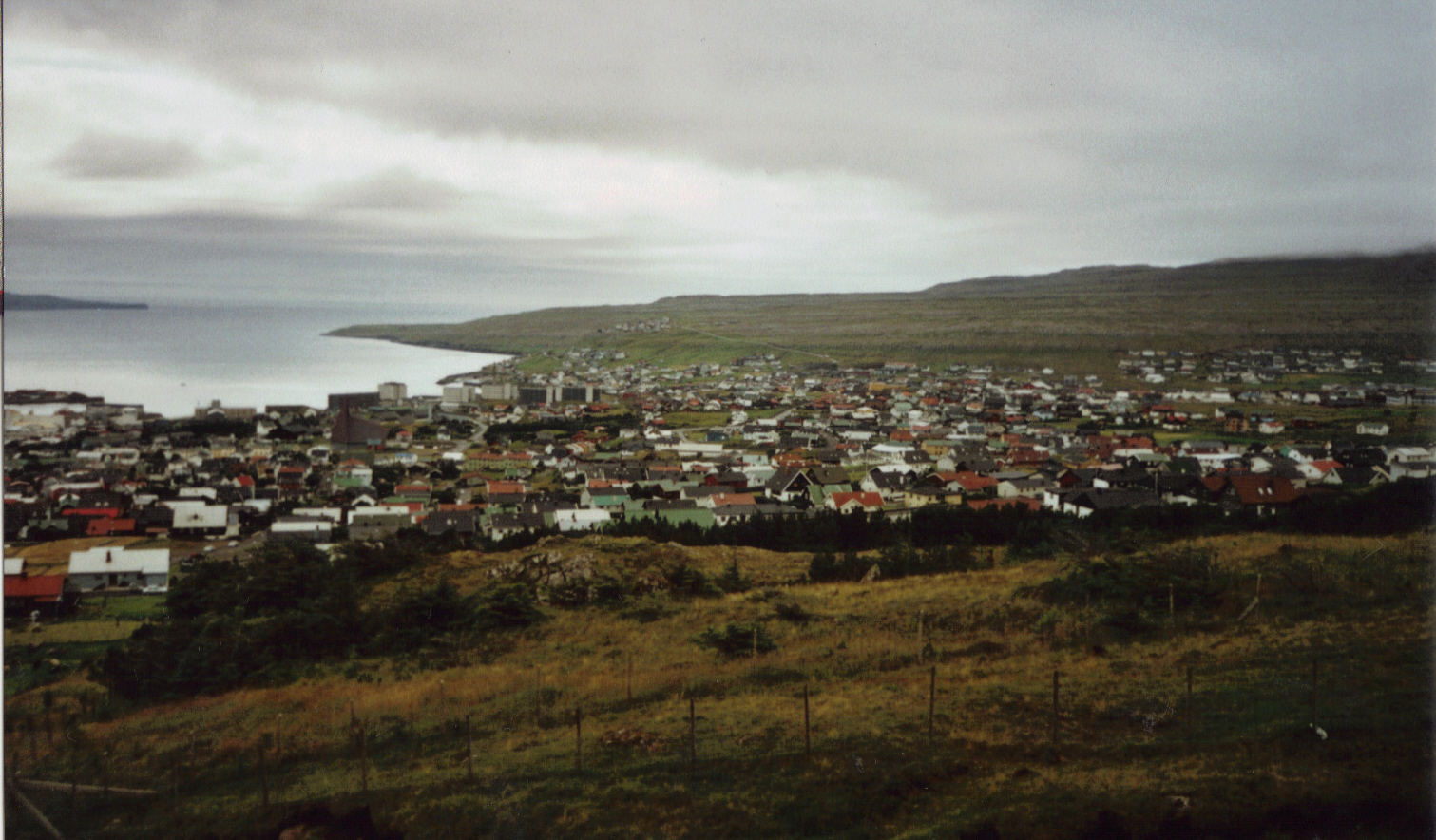
Blick über den westlichen Teil des Waldes auf Tórshavn

Viðarlundin í Kerjum ist ein Wald im Nordwesten von Tórshavn, der Hauptstadt der Färöer.  Gelegentlich wird er auch Viðarlundin uppi í Kerjum genannt. Er besteht hauptsächlich aus Fichten und Kiefern und befindet sich etwas unterhalb des Hotels Føroyar. Das färöische Wort viðarlund bedeutet wörtlich „Gehölz“ und bezeichnet eine Parkanlage oder einen Wald auf den Färöern, von deren Fläche nur 0,06 % bewaldet sind.
Bereits 1932 wurde der Stadt Tórshavn das oberhalb der Stadt befindliche Gelände Uppi í Kerjum mit einer Größe von 3 ha zur „Bepflanzung mit Bäumen“ überlassen. Das Vorhaben wurde allerdings erst in den 1950er Jahren in Angriff genommen, damals war der entstehende Wald unter dem Namen "Skótaplantasjan" bekannt. Die Forstbehörde (Skógfriðingarnevndin) begann am 18. März 1974 mit der Bepflanzung und Pflege. Im Frühjahr 2012 wurde beschlossen, einen Wanderweg von der Straße Marknegilsvegur zum Hotel anzulegen, der mitten durch den Wald führt. Der Weg wurde im Herbst 2012 fertiggestellt, dadurch wurde der Wald, der sich in einer Höhe von 135 m. ü. d. M. befindet, erstmals für jedermann zugänglich. Er besteht hauptsächlich aus Fichten (Picea), weniger aus Kiefern (Pinaceae).
Der Wald Viðarlundin í Kerjum ist nach wie vor im Besitz der Stadt Tórshavn und bedeckt heute insgesamt eine Fläche von 32.100 m².
Der auf abschüssigem Gelände angelegte Wald, in dem in den letzten Jahren ständig neue Bäume gepflanzt wurden, ist damit einer der größten Parks bzw. Wälder der Stadt. Von ihm aus hat man einen guten Blick über die ganze Hauptstadt bis hin zu der Tórshavn vorgelagerten Insel Nólsoy. Wie alle Wälder außerhalb Tórshavns ist auch der Viðarlundin í Kerjum eingezäunt, um die Bäume vor Nahrung suchenden Schafen zu schützen.